# Сталь-6
Сталь-6 — советский экспериментальный скоростной самолёт, разработанный в начале 1930-х годов итальянцем Роберто Бартини. Имел необычную одноколёсную стойку шасси, которая убиралась в полёте. В управлении ВВС СССР имел шифр «ЭИ».

## История самолёта
В апреле 1930 года инженер Роберт Людвигович Бартини, который сбежал из Италии, как антифашист предложил руководству Центрального конструкторского бюро авиационной промышленности (ЦКБ), создать скоростной самолёт, который не имел никаких надстроек на наружней оболочке и с 1-й «велосипедной стойкой» шасси. Для снижения лобового сопротивления конструктор отказался от традиционного радиатора и применил испарительное охлаждения мотора. Фонарь кабины пилота почти не выступал за обводы фюзеляжа, что тоже способствовало увеличению скорости полета. Авиапроект был проанализирован и принят. Но о реализации было говорить ещё рано. Трудности заключались в том, что автор проекта до этого работал в итальянской авиационной компании, а значит допускать его к секретным новейшим достижениям авиапрома Советского Союза не стоило.
Выручили итальянца начальник ВВС Пётр Ионович Баранов вместе с начальником вооружений РККА Михаилом Николаевичем Тухачевским. Они дали ему работу у заместителя начальника Главного управления ГВФ Якова Яновича Анвельта в НИИ (завод № 240) главным конструктором, где в 1932 году начались проектные работы по совершенно новому по технологиям истребителя.
До этого Бартини был военным лётчиком на Ходынском научно-опытном аэродроме, но всё равно продолжает летать, хоть и реже.
При проектировании самолета Р.Л. Бартини закладывал в конструкцию совершенно новые для того времени идеи и решения. Сталь-6, хотя и не имел вооружения, считался экспериментальным истребителем. На нем проходили проверку многие элементы новизны, снижающие аэродинамическое сопротивление и повышающие культурный уровень заводской технологии.
Задавшись целью достижение наибольшей скорости, на самолете впервые в СССР было применено одноколесное убирающееся велосипедное шасси. Складывались и подкрыльевые опоры, не дававшие самолету на земле ложиться на крыло. Процесс выпуска и уборки происходил вручную, для этого в кабине имелся специальный штурвал. Гидравлических и электрических схем уборки колес  в те годы еще не существовало.
Для снижения лобового сопротивления отказались от традиционного радиатора и было применено испарительное охлаждение мотора. Охлаждающая жидкость, омывая цилиндры двигателя, испаряясь и проходя через канал, образованный двойной обшивкой носка крыла, возвращалась обратно в виде конденсата. Фонарь кабины пилота почти не выступал за обводы фюзеляжа, что тоже способствовало увеличению скорости полета.
На базе самолёта Сталь-6 был создан истребитель Сталь-8.

## Конструкция[2]
Конструкция самолета смешанная. Основным конструкционным материалом была сталь, обшивка из алюминиево-магниевого сплава. Все элементы конструкции фюзеляжа соединялись точечной и роликовой сваркой.
Фюзеляж — полумонокок, каркас фюзеляжа сварной ферменный из хромомолибденовых труб. Шассийный отсек по бортам закрыт гофрированными панелями. Хвостовая часть фюзеляжа обшивалась фанерой.
Конструкция крыла сварная на точечной и роликовой электросварке с применением пайки в заделках двойной обшивки для герметизации. Силовой набор крыла — пояса лонжеронов — изготавливались из пучков труб стали ХМА. Жесткость поясов лонжеронов от корня к законцовкам уменьшалась ступенчато уменьшением количества трубок. Ферменные нервюры крыла и оперения были сделаны из гнутых стальных профилей переменной толщины по размаху.
Элероны, закрылки и рули имели каркас из листовых профилей и обшивку из перкали. При взлете и посадке элероны зависали на 5 градусов вместе с отклонением закрылков. Управление рулями высоты имело устройство для изменения передаточного числа, которое летчик устанавливал вручную для регулирования усилий на ручке при изменении скоростного напора.
Шасси — убираемое, одноколесное. К оси колеса справа и слева сходились две опоры, фюзеляжные заделки которых были разнесены по продольной оси самолета. Стойка с пластинчатым резиновым амортизатором подвешивалась к кронштейну замоторной рамы, а подвеска второй опоры к узлу соседней рамы. Правая опора представляла  собой ломающийся подкос с механическим замком на шарнире перелома. Тросовая проводка перед уборкой ноги освобождала замок и складывала подкос в один момент с подъемом колеса в нишу фюзеляжа. Выпуск шасси происходил за счет собственного веса с последующей дотяжкой его тросом до конечного положения. Вместо хвостового колеса была установлена защитная пята с внутренним амортизатором. На стоянке, в начале разбега и в конце пробега после посадки самолет поддерживали боковые вспомогательные стойки, складываемые в полете под законцовки крыла.
Силовая установка — V-образный двигатель «Конкерор» американской фирмы Картисс, мощностью 680 л.с. На самолете была применена испарительно-конденсационная система охлаждения двигателя с крыльевыми пароконденсаторами. Конденсатором являлась двойная обшивка крыла. При работе мотора кипящая вода поступала в полость между обшивками крыла и, сконденсировавшись на большой внутренней поверхности, помпой подавалась обратно в двигатель.

## Испытание
7 октября 1933 года были назначены пробежки самолёта по аэродрому, а также газовки и руление. Испытания проводил лётчик-испытатель А. Б. Юмашев. Почувствовав лёгкость в управлении самолётом, пилот совершил незапланированный полёт, за что, после посадки, получил выговор от  Бартини за самовольство, а заводские испытания были продолжены. В одном из полётов Юмашев достиг скорости 420 км/ч. Основной истребитель ВВС РККА того времени — И-5 — имел скорость всего 280 км/ч.
В первом полете выявился серьезный дефект самолета — отсутствие герметичности в системе охлаждения двигателя. Пар, вырвавшийся из-под листов конденсатора, буквально окутал самолет.  Летчик также выразил пожелание улучшить обзор из кабины. После доработки испарительной системы охлаждения и изменения кабины и фонаря пилота, 11 мая 1934 года испытания были продолжены.
17 июля 1934 года самолет «Сталь-6» был принят специалистами НИИ ВВС для проведения государственных испытаний. В первом же полёте ведущего лётчика-испытателя П. М. Стефановского вновь выявился серьезный дефект в системе охлаждения двигателя. После доработки Стефановский продолжил испытания, предстояло совершить полёт с убранным шасси на максимальной скорости при работе двигателя на номинальном режиме. Но завершить испытания не удалось: в полете оборвался трос, предназначавшийся для уборки и выпуска одной из крыльевых опор. Также было выявлено ещё двенадцать дефектов. Доработки заняли две недели.
Третий испытательный полёт должен был быть проведён на километраж, но и на этот раз задание не было выполнено полностью. По мере увеличения скорости самолет стало кренить влево, и летчик был вынужден прекратить полёт. Самолёт быстро вернули в строй, но на следующий день сорвало фонарь кабины лётчика. За шесть полётов обнаружилось, что при скорости более 300 км/ч самолет очень сильно затягивает в левый крен. В одном из полётов Стефановский посадил самолёт с убранным шасси из-за неправильного сигнала контрольной лампочки в кабине. Испытания были прерваны в связи с «плохим состоянием матчасти».
В ходе доработок на самолёт установили привычный выступающий за контур фюзеляжа фонарь кабины пилота, козырёк которого имел клиновидное остекление. Сиденье лётчика законтрили в верхнем положении. Из экспериментальной машины «Сталь-6» превращался в истребитель. Самолёт был вновь представлен на госприёмку. В августе 1934 года Стефановский достиг максимальной скорости в 420 км/ч, несмотря на ухудшение аэродинамики выступающим фонарём. При этом пилот утверждал, что после регулировки мотора и вывода его на максимальную мощность «Сталь-6» сможет летать быстрее на 25—30 км/ч.

## Лётно-технические характеристики
Источник данных: 

Технические характеристики
- Экипаж: 1 чел.
- Длина: 6,88 м
- Размах крыла: 9 м
- Высота: 2,40 м
- Площадь крыла: 14,30 м²
- Масса пустого: 928 кг
- Максимальная взлётная масса: 1176 кг
- Масса топлива во внутренних баках: 135 кг
- Силовая установка: 1 × ПД Curtiss V-1570 «Conqueror»
- Мощность двигателей: 1 × 680 л. с.

Лётные характеристики
- Максимальная скорость:  
  - На земле: 350 км/ч
  - В воздухе: 420 км/ч
- Практическая дальность: 180 км
- Практический потолок: 8000 м